# Абдуллин, Азгар Ханифович
Азга́р Хани́фович Абду́ллин (20 октября 1923, Подгорный Байлар, Подгорно-Байларский сельсовет, Кузкеевская волость, Мензелинский кантон, Татарская АССР, РСФСР, СССР — 30 августа 1993, Казань) — татарский композитор, дирижёр, музыковед, педагог. Заслуженный деятель искусств Татарской АССР (1989).

## Биография
Азгар Ханифович Абдуллин родился 20 октября 1923 года в деревне Подгорный Байлар Мензелинского района ТАССР. Отец был директором средней школы.
В 1952 году окончил дирижёрско-хоровой факультет Казанской консерватории (класс С. А. Казачкова), в 1955 — аспирантуру Московской государственной консерватории им. П. И. Чайковского.
Кандидат искусствоведения (1971) («Татарская народная песня: тематика, жанры и некоторые особенности народного исполнительства»).
С 1955—1993 г. — преподавал в Казанской консерватории.
С 1957—1967 г. — дирижёр Татарского академического театра.
С 1958—1959 г. — дирижёр и хормейстер Татарского театра оперы и балета.
С 1967—1968 г. — художественный руководитель Ансамбля песни и танца ТАССР.
В 1959—1975 гг. — председатель правления Хорового общества ТАССР.
С 1983 года профессор кафедры хорового дирижирования.
С 1992 профессор кафедры татарской музыки.
Автор обработок для хора татарских народных песен, работ посвящённых татарскому музыкальному фольклору, музыки к драматическим спектаклям, составитель и редактор репертуарных сборников.
Участник Великой Отечественной войны.
Умер в 1993 году в Казани.

### Среди учеников
Народная артистка РФ и РТ В. Гараева, Н. Емельянов, М. Кашипов, народный артист РСФСР А. Мамонтов, В. Чепкасов, А. Щербаков.

### Труды
- Татарское народное музыкальное творчество // Муз. культура Сов. Татарии. М., 1959;
- Татарские народные песни. М., 1963; Тематика и жанры татарской дореволюционной песни // Вопр. тат. музыки. Казань, 1967 и др.

## Звания и награды
- Заслуженный деятель искусств Татарской АССР (1989)
- Медаль «За отвагу»
- Медаль «За победу над Японией»